# Majdalena
Majdalena település Csehországban, a Jindřichův Hradec-i járásban. Majdalena Hamr, Třeboň és Cep településekkel határos. Lakosainak száma 490 fő (2024. január 1.).

## Népesség
A település lakosságának változását az alábbi diagram mutatja:
| Lakosok száma | 472  | 586  | 643  | 487  | 583  | 501  | 514  | 507  | 484  | 490  |
|               | 1869 | 1890 | 1921 | 1950 | 1980 | 2001 | 2017 | 2019 | 2022 | 2024 |